# Film in 1943
Dit artikel gaat over de film in het jaar 1943.

## Lijst van films
- Above Suspicion
- Action in the North Atlantic
- Air Force
- Batman (filmserie)
- Cabin in the Sky
- Combat America
- Coney Island
- Corvette K-225
- Cry 'Havoc'
- Du Barry Was a Lady
- Fires Were Started
- Five Graves to Cairo
- For Whom the Bell Tolls
- The Gang's All Here
- Hangmen Also Die!
- Happy Land
- Heaven Can Wait
- Hemp for Victory
- Holy Matrimony
- The Human Comedy
- I Walked with a Zombie
- Lady of Burlesque
- Lassie Come Home
- The Life and Death of Colonel Blimp
- Madame Curie
- The Man in Grey
- Meshes of the Afternoon
- Mission to Moscow
- The More the Merrier
- My Friend Flicka
- The North Star
- Old Acquaintance
- Ossessione
- The Ox-Bow Incident
- The Phantom (filmserie)
- Richard knapt het op
- The Seventh Victim
- Shadow of a Doubt
- So Proudly We Hail!
- Son of Dracula
- The Song of Bernadette
- Stage Door Canteen
- Stormy weather
- Tarzan Triumphs
- Tarzan's Desert Mystery
- This Is the Army
- This Land Is Mine
- Thousands Cheer
- The Tree in a Test Tube
- Valsch geld
- Vredens dag
- Watch on the Rhine
- Wenn die Sonne wieder scheint

1870-1879 · 1880-1889 · 1890 · 1891 · 1892 · 1893 · 1894 · 1895 · 1896 · 1897 · 1898 · 1899 · 1900 · 1901 · 1902 · 1903 · 1904 · 1905 · 1906 · 1907 · 1908 · 1909 · 1910 · 1911 · 1912 · 1913 · 1914 · 1915 · 1916 · 1917 · 1918 · 1919 · 1920 · 1921 · 1922 · 1923 · 1924 · 1925 · 1926 · 1927 · 1928 · 1929 · 1930 · 1931 · 1932 · 1933 · 1934 · 1935 · 1936 · 1937 · 1938 · 1939 · 1940 · 1941 · 1942 · 1943 · 1944 · 1945 · 1946 · 1947 · 1948 · 1949 · 1950 · 1951 · 1952 · 1953 · 1954 · 1955 · 1956 · 1957 · 1958 · 1959 · 1960 · 1961 · 1962 · 1963 · 1964 · 1965 · 1966 · 1967 · 1968 · 1969 · 1970 · 1971 · 1972 · 1973 · 1974 · 1975 · 1976 · 1977 · 1978 · 1979 · 1980 · 1981 · 1982 · 1983 · 1984 · 1985 · 1986 · 1987 · 1988 · 1989 · 1990 · 1991 · 1992 · 1993 · 1994 · 1995 · 1996 · 1997 · 1998 · 1999 · 2000 · 2001 · 2002 · 2003 · 2004 · 2005 · 2006 · 2007 · 2008 · 2009 · 2010 · 2011 · 2012 · 2013 · 2014 · 2015 · 2016 · 2017 · 2018 · 2019 · 2020 · 2021 · 2022 · 2023 · 2024 · 2025